# Ежен Фредрік Янсон
Ежен Фредрік Янсон (швед. Eugène Fredrik Jansson); 18 березня 1862, Стокгольм — 15 червня 1915, Стокгольм) — шведський художник, один з найвідоміших представників шведського символізму.

## Біографія
Його дитинство було затьмарене бідністю і поганим здоров'ям (включаючи глухоту), і він залишався на «задвірках» суспільства впродовж усього життя. Батьки майбутнього художника захоплювалися мистецтвом: батько був флейтистом-любителем, а мати в молодості готувалася стати оперною співачкою і займалася живописом. Їм хотілося, щоб їх діти піднялися вище по соціальних сходах, тому вони, незважаючи на обмежені можливості, дали Ежену і його молодшому братові Адріану хорошу освіту.
Проте Ежен не отримав систематичної художньої освіти, хоча відвідував декілька учбових закладів, у тому числі Королівську Академію Витончених Мистецтв в Стокгольмі.
Після смерті батька в 1891 році художникові довелось піклуватися про матір і молодшого брата. Сім'я переїхала у бідніший район. У 1898 році Нордстрем познайомив Янсона з банкіром Ернстом Тілем, відомим меценатом, який підтримував авангардистів. Відтоді художник вже не відчував нестачі в засобах. Тіль відразу ж купив три картини. За ним і інші багаті поціновувачі мистецтва, що вірили в художнє чуття Тіля, стали купувати роботи Янсона. Він не мав можливості подорожувати і уперше виїхав за межі Швеції вже у кінці життя. Відрізнявся інтровертним характером і вів досить замкнуте життя.
Останніми роками художник багато хворів. На початку 1915 його наполовину паралізувало після інсульту. Доглядав за ним Рудольф Рюдстрем, медбрат і професійний борець, відомий як модель для картини Карла Ларссона «Жертвопринесення в день зимового сонцестояння».

## Палітра художника
Художник був членом спілки Художників. Але за життя його мало знали, тому що стиль його творчості був незрозумілий сучасникам. Янсон один із перших художників почав малювати сутінки. Для цього він використав сині тони. У 1891 році він оселився в районі Стокгольма Седермальм, і впродовж десяти років писав панорами Стокгольма (що відкривалися з його вікна) удосвіта і на заході. Ці картини демонструють складні поєднання світла і кольору. Це пов'язано з тим, що Янсон ніколи не малював з натури, а довгий час спостерігав пейзаж, після чого швидко, за один прийом, створював картину, навіть не розмічаючи заздалегідь полотно. Багато картин цього періоду називають Ноктюрн, на честь Шопена, який був улюбленим композитором художника.
Після 1905 року Янсон відійшов від пейзажів і почав малювати голі чоловічі фігури.

## Особисте життя
Мистецтвознавці та критики довго уникали питання будь-яких можливих гомоеротичних тенденцій на цьому пізньому етапі його творчості, але пізніші дослідження встановили, що Янссон, найімовірніше, був гомосексуалом і, схоже, мав стосунки принаймні з одним зі своїх натурників. Його брат, Адріан Янсон, який сам був гомосексуалом і пережив Ежена на багато років, спалив усі його листи та багато інших паперів, можливо, щоб уникнути скандалу (гомосексуальність була незаконною у Швеції до 1944 року).

## Досягнення
У 1999 році протягом трьох місяців в музеї Орсе в Парижі проходила велика виставка Янсона.